# شائول شاکد

قومی را نمی‌شناسم که مانند ایرانی‌زادگان اسرائیل، این چنین به فرهنگ و تاریخ خاستگاه خویش وابستگی داشته‌باشند.

شائول شاکد (عبری: שאול שקד‎، زاده ۵ مارس ۱۹۳۳ دبرتسن، مجارستان – ۲۷ اکتبر ۲۰۲۱ اورشلیم) استاد ارشد دانشگاه عبری اورشلیم و پژوهش‌گر نامدار تاریخ یهودیت، زبان پهلوی و فرهنگ باستانی ایران بود. وی همچنین از محققان و نویسندگان دانشنامه ایرانیکا است.
شائول شاکد تحقیقات گسترده‌ای در زمینه زبان پهلوی و فرهنگ باستانی ایران انجام داد و آثار با ارزش تاریخی را در این زمینه گردآوری کرد. پژوهش‌های وی به زبان‌های عبری، انگلیسی و فرانسه و فارسی منتشر شده‌است.

## تحصیلات آکادمیک
شائول شاکد در ۱۹۵۵ میلادی، تحصیلات دوره کارشناسی خود را در رشته «مطالعات خاورشناسی و ادبیات و زبان عربی» در دانشگاه عبری اورشلیم به انجام رساند. وی کارشناسی ارشد خود را در ۱۹۶۰ میلادی، در زمینه «ادبیات عرب و زبان‌های هند و اروپائی و سامی» از همان دانشگاه گرفت و در ۱۹۶۴ میلادی، موفق به کسب درجه پی‌اچ‌دی در زمینه «زبان‌های ایرانی» از دانشگاه لندن شد.